# Bayannur
Bayannur är en stad på prefekturnivå i Inre Mongoliet i Folkrepubliken Kina som gränsar mot provinserna Ömnögobi och Dornogobi i Mongoliet i norr.
Stadens namn är mongoliska och betyder "rik sjö".

## Historia
Under Qingdynastin låg Bayannur utanför de sex mongoliska förbunden i Inre Mongoliet och löd under en särskild administration som förvaltade Gobiöknen. 1928 blev området ett del av provinsen Suiyuan och fick då en stor kinesisk befolkning. 1954 införlivades Bayannur och resten av Suiyuan med den autonoma regionen Inre Mongoliet, vilket var kontroversiellt eftersom provinsens befolkning hade en majoritet av hankineser.

## Administrativ indelning
Bayannur är indelat i ett stadsdistrikt, två härad och fyra baner:
| Kart          | Kart           | Kart       | Kart           | Kart              | Kart       | Kart                    |
| ------------- | -------------- | ---------- | -------------- | ----------------- | ---------- | ----------------------- |
|               |                |            |                |                   |            |                         |
| Nr            | Namn           | Kinesiska  | Pinyin         | Befolkning (2004) | Area (km²) | Befolkningstäthet(/km²) |
| Stadsdistrikt |                |            |                |                   |            |                         |
| 1             | Linhe          | 临河区     | Línhé qū       | 550 000           | 2 354      | 234                     |
| Härad         |                |            |                |                   |            |                         |
| 2             | Wuyuan         | 五原县     | Wǔyuán xiàn    | 280 000           | 2 493      | 112                     |
| 3             | Dengkou        | 磴口县     | Dèngkǒu xiàn   | 120 000           | 4 167      | 29                      |
| Banér         |                |            |                |                   |            |                         |
| 4             | Främre Urat    | 乌拉特前旗 | Wūlātè qiánqí  | 340 000           | 7 476      | 45                      |
| 5             | Mellersta Urat | 乌拉特中旗 | Wūlātè Zhōngqí | 140 000           | 22 606     | 6                       |
| 6             | Bakre Urat     | 乌拉特后旗 | Wūlātè hòuqí   | 60 000            | 24 925     | 2                       |
| 7             | Bakre Hanggin  | 杭锦后旗   | Hángjǐn hòuqí  | 300 000           | 1 767      | 170                     |